# Очеса
Очеса (біл. Ачоса, рос. Очёса) — річка в Гомельській області Білорусі та Брянській області Росії, права притока річки Іпуть (басейн Дніпра).
Довжина річки 31 км. Площа водозбору 232 км². Середній нахил водної поверхні 0,8 ‰. Починається за 1,2 км на південний схід від селища Уютний Вітківського району. Тече на кордоні Брянської області Росії і Білорусі, впадає в Іпуть за 4 км на схід від села Дем'янки Добруського району. Основна притока — струмок Переспа (ліва). Русло на всьому протязі каналізоване.